# 千晶まひろ
千晶 まひろ（ちあき まひろ、6月26日 - ）は、日本の女性声優。フリー。北海道出身。

## 略歴
小学生の頃は漠然と「女優になりたいなぁ」と思っていたという。声優の道を目指そうとしたきっかけが、中学生の時、アニメ好きの友人とアフレコごっこをしていたという。お互いにキャラクターになりきってセリフをしゃべっていたところ、「これ結構面白い、私もできるかなぁ」と声優になろうと思ったきっかけという。その後、養成所などで、勉強を積み重ねて声優の世界に入ったという。
以前はドワンゴアーティストプロダクションに所属していた。プロ・フィット声優養成所第3期卒業。

## 人物
趣味は温まる、マゾいことをする、映画鑑賞、カレー屋探し。特技は真夏に長袖で過ごす、音当て、歌。尊敬する声優は藤田淑子と深見梨加。
座右の銘は「一人の敵もつくらぬ人は一人の友もつくれない」。

## 出演

### テレビアニメ
- 君が主で執事が俺で（2008年、アナスタシア・ミスティーナ）
- WHITE ALBUM（2009年、試験官）
- 真剣で私に恋しなさい!!（2011年、大和田伊予）

### ゲーム
- 君が主で執事が俺で〜お仕え日記〜（アナスタシア・ミスティーナ）
- 四八（仮）（エミリ）
- 真剣で私に恋しなさい!!R（大和田伊予[4]）

### ドラマCD
- 君が主で執事が俺で（アナスタシア・ミスティーナ）
- エミる☆みらくるVoｌ,1　（2008年、マイト）
- 真剣で私に恋しなさい!! シリーズ（2009 - 2010年、大和田伊予）